# Monocentropus balfouri
Monocentropus balfouri är en spindelart som beskrevs av Pocock 1897. Monocentropus balfouri ingår i släktet Monocentropus och familjen fågelspindlar.
Artens utbredningsområde är Afrikas Horn, Indiska Oceanen, torra kustslätter och Socotra.
Inga underarter finns listade i Catalogue of Life.

## Anatomi
Honorna har en blå färg på benen medan hanarna är brungråa. Hanarnas kropp blir upp till 5 cm och de lever omkring 4 år.
Honornas kropp blir 7 cm, benspannet är ca 18 cm och de lever ca 14 år.